# دیتالاگ
دیتالاگ (به انگلیسی: Datalog) نوعی زبان برنامه نویسی اعلانی و منطقی که زیر شاخه‌ای از زبان برنامه‌نویسی پرولوگ است. این زبان بیشتر در برنامه‌نویسی پرسش و پاسخ یا کوری در پایگاه داده‌های استنتاجی استفاده می‌شود.